# Cyclopecten ringnesius
Cyclopecten ringnesius är en musselart som först beskrevs av Dall 1924.  Cyclopecten ringnesius ingår i släktet Cyclopecten och familjen Propeamussidae. Inga underarter finns listade i Catalogue of Life.